# بلدة روبنسون (ميشيغان)
روبنسون (بالإنجليزية: Robinson Township, Michigan)‏ هي بلدة تقع بولاية ميشيغان في الولايات المتحدة. تبلغ مساحتها 102.2 (كم²)، وترتفع عن سطح البحر 189 م، بلغ عدد سكانها 5588 نسمة في عام تعداد الولايات المتحدة 2000 حسب إحصاء مكتب تعداد الولايات المتحدة وتصل الكثافة السكانية فيها 55.9 نسمة/كم2.

## وصلات خارجية
- http://www.robinson-twp.org/
- The US50 - Cities and Towns in Michigan State
- Michigan Cities and Towns, Facts, Map, Flag, Colleges, Government, and More